# Tipula trimaculata
Tipula trimaculata är en tvåvingeart som först beskrevs av Emmons 1854.  Tipula trimaculata ingår i släktet Tipula och familjen storharkrankar. Inga underarter finns listade i Catalogue of Life.